# Hugo von Bilimek-Waissolm

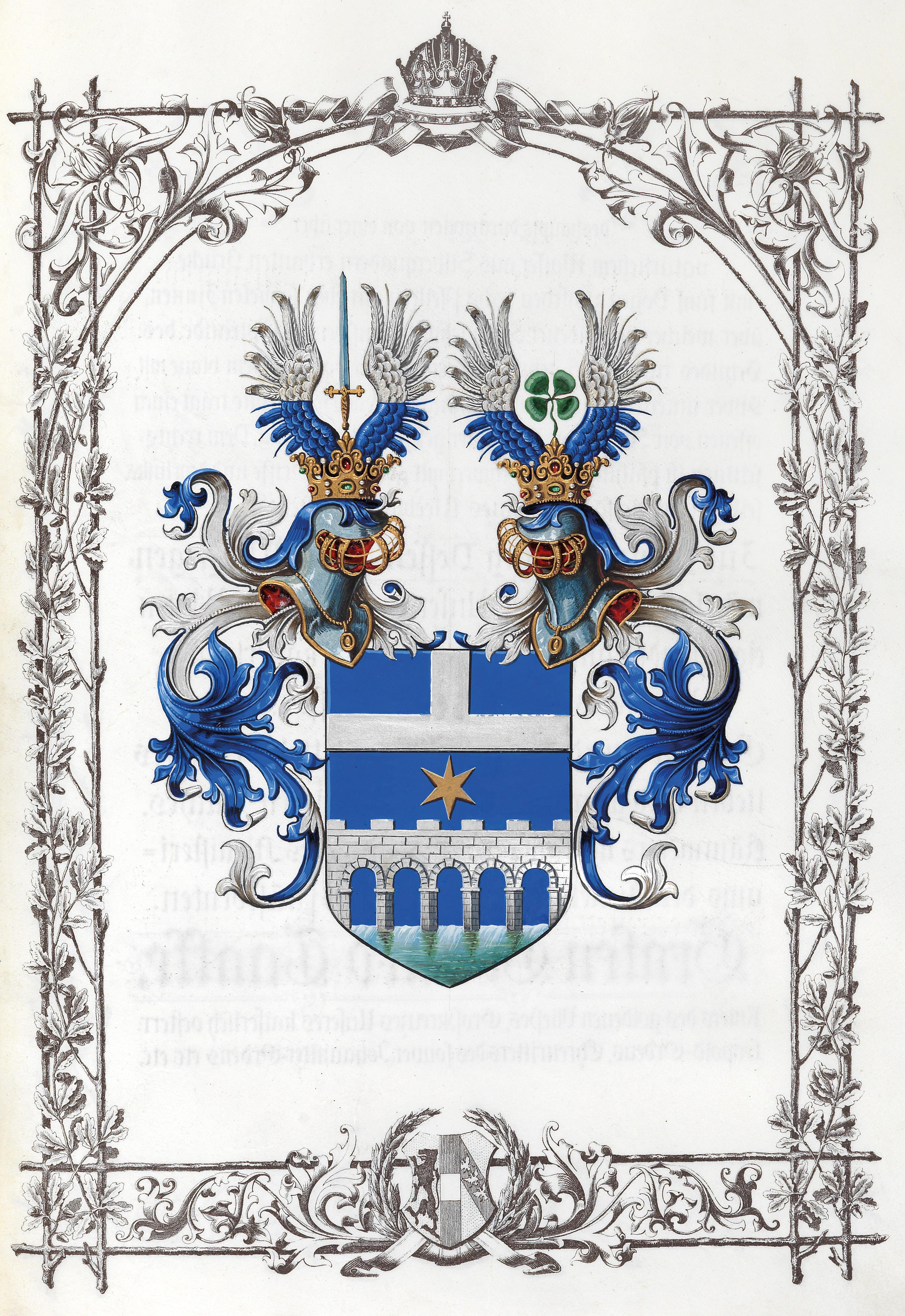
Wappen aus dem Ritterstandsdiplom und der Wappenbesserung für Hugo Bilimek von Waissolm

Ritter Hugo von Bilimek-Waissolm, auch Hugo Bilimek von Waissolm (* 28. Februar 1838 in Sternberg in Mähren; † 21. Juni 1896 in Budapest), war ein österreichischer Feldmarschallleutnant.

## Leben

### Familie
Hugo von Bilimek-Waissolm war der Sohn des Oberstleutnants Ferdinand von Bilimek-Waissolm (* 3. Juni 1805) und dessen Ehefrau Aloisia (geb. Herrmann) (* 6. Dezember 1809). Er war verheiratet mit Maria Theresia Anna Josefine (geb. Kraft).

### Werdegang
Über die Ausbildung von Hugo von Bilimek-Waissolm liegen keine Hinweise vor.
Bei Ausbruch des Sardinischen Krieges wurde er aus der damals in Klosterbruck stationierten Genie-Akademie als Leutnant ausgemustert. Als Angehöriger des Zweiten Genie-Regiments nahm er darauf in Italien am Krieg teil. Von 1863 bis 1865 besuchte er die Kriegsschule in Wien. Nach Beendigung der Ausbildung wurde er zum Oberleutnant befördert und dem Generalquartiermeisterstab zugeteilt.
1866 erfolgte seine Beförderung zum Hauptmann. Im selben Jahr nahm in Böhmen am Deutschen Krieg teil. Er verblieb im Generalstab, bis er 1870 als Kompaniechef beim 57. Infanterie-Regiment in den Frontdienst zurückkehrte.
1876 wurde er zum Major befördert, erneut zum Generalstab versetzt und war während des Serbisch-Bulgarischen Kriegs an der serbischen Grenzregulierung beteiligt; am 1. November 1878 erfolgte seine Beförderung zum Oberstleutnant.
Seit 1882 war er Chef der Zentrale des militärischen Nachrichtendienstes der Österreichisch-ungarischen Monarchie, des Evidenzbüros, bis er, inzwischen am 1. November 1882 zum Oberst befördert, 1886 das Kommando des 20. Infanterie-Regiments erhielt. Nach seiner Beförderung zum Generalmajor am 1. November 1888 wurde er 1889 Kommandant der 5. Gebirgsbrigade in Nevesinje und 1890 der 1. Infanterie-Brigade in Konjic|Plevlje.
Am 1. Mai 1894 erfolgte seine Ernennung zum Feldmarschallleutnant und Kommandanten der 32. Infanteriedivision in Budapest. Am 29. März 1895 wurde er aus gesundheitlichen Gründen beurlaubt und erhielt bis zu seinem Tod ein Wartegeld. Sein Nachfolger wurde Generalmajor Christian von Kerczek.

### Schriftstellerisches Wirken
Hugo von Bilimek-Waissolm beschäftigte sich mit militärischen Abhandlungen und veröffentlichte hierzu mehrere Bücher.

## Orden und Ehrenauszeichnungen
Hugo von Bilimek-Waissolm erhielt 1873 den Sonnen- und Löwenorden der 4. Klasse, 1877 den preußischen Kronenorden 3. Klasse und 1886 das Militärverdienstkreuz.

## Schriften (Auswahl)
- Beiträge zur Geschichte des Generalstabes. Wien: Verlag des militär-wissenschaftlichen Vereins, 1876 (Digitalisat).
- Die Leitung des Kriegsspieles und die Grenzen seiner Mittel. Wien: Verlag des militär-wissenschaftlichen Vereins, 1883.
- Der Bulgarisch-Serbische Krieg. Wien, 1886 (Digitalisat).